# 猿田川
猿田川(さるたがわ)は秋田県秋田市を流れる雄物川水系太平川支流の一級河川である。

## 地理
秋田市東部の上北手古野地区を源に発する。上流から寺沢川、大戸川、古川などを集めて田園地帯を流れ、下流域では住宅地を通り、牛島地区で太平川に合流する。

## 災害
- 平成29年7月22日からの豪雨による越水。
- 令和5年7月14日からの梅雨前線による大雨により氾濫。

## 流域の自治体
秋田県
- 秋田市

## 支流
上流より記載
- 寺沢川（暗渠より合流）
- 大戸川
- 名称不明の沢
- 名称不明の沢
- 古川

## 流域の観光地
上流より記載
- 森川神社
- 猿田八幡神社
- 福島神明社
- 福島町内会運動公園
- 牛島7丁目第4児童遊園地
- 御鷹野橋河川公園

## 橋梁
上流より記載
- 名称不明の橋
- 名称不明の橋
- 名称不明の橋
- 名称不明の橋
- 名称不明の橋
- 名称不明の橋
- 名称不明の橋
- 名称不明の橋
- 館ノ下橋
- 新館ノ下橋
- 名称不明の橋
- 名称不明の橋
- 名称不明の橋（秋田県道41号秋田昭和線）
- 名称不明の橋
- 名称不明の橋（秋田新幹線）
- 名称不明の橋（奥羽本線）
- 名称不明の橋（秋田総合車両センター南秋田センター構内）
- 名称不明の橋（秋田総合車両センター南秋田センター構内）
- 福島橋
- 名称不明の橋
- 猿田川端橋
- 御茶屋橋（羽州街道）
- 猿田川橋（国道13号）
- 牛島西歩道橋（市道牛島西二丁目自歩道線）
- 庚塚橋
- 猿田川橋梁（羽越本線）
- 御鷹野橋
- 開中道一号橋
- 開中道二号橋
- 開橋（国道13号）